# Team Australia
Team Australia é uma equipe de automobilismo que disputa as competições de V8 Supercars, Champ Car World Series e NASCAR Busch Series .

## Detalhes da equipe
A equipe é patrocinada pelo Governo de estado de Queensland, Visa, R. M. Williams, e Qantas.
Pilotos da Team Australia:
V8 Supercars (2004-Presente)
- David Besnard (2004-2006)
- Craig Baird (2005-2006)
- Max Wilson (2006-Present)
- Jason Bargwanna (2006-Presente)

Champ Car (2005-Presente)
- Alex Tagliani (2005-2006)
- Marcus Marshall (2005)
- Will Power (2005-Present)
- Charles Zwolsman (2005)
- Simon Pagenaud (2007-Presente)

Champ Car Atlantics (2006-Presente)
- Simon Pagenaud (2006)
- James Davison (2006)
- Michael Patrizi (2006)
- Ryan Lewis (2007-Present)
- Simona De Silvestro (2007-Presente)

Formula BMW USA
NASCAR Craftsman Truck Series (2006)
- Marcos Ambrose (2006)

NASCAR Busch Series (2007-Presente)
- Marcos Ambrose (2007-Presente)

NASCAR NEXTEL Cup Series (2007-Presente)
- Marcos Ambrose (2007-Presente)

## Complete Champ Car results
(legenda)
| Ano  | Pilotos      | 1   | 2   | 3   | 4   | 5   | 6   | 7   | 8   | 9   | 10  | 11  | 12  | 13  | 14  | 15  | 16  | Pos  | Pts |
| ---- | ------------ | --- | --- | --- | --- | --- | --- | --- | --- | --- | --- | --- | --- | --- | --- | --- | --- | ---- | --- |
| 2005 |              | LB  | MOT | MIL | POR | CLE | TOR | EDM | SAN | DEN | MON | ROA | SUR | MEX |     |     |     |      |     |
| 2005 | Tagliani     | 15  | 3   | 10  | Ret | 4   | 3   | 7   | 9   | Ret | 5   | 7   | 4   | 8   |     |     |     | 7th  | 207 |
| 2005 | Marshall (R) | 14  | Ret | 13  | 14  | 12  | Ret | 8   | Ret | 12  | 16  | 9   | 11  |     |     |     |     | 16th | 104 |
| 2005 | Power (R)    |     |     |     |     |     |     |     |     |     |     |     | Ret | 10  |     |     |     | 22nd | 17  |
| 2005 | Zwolsman (R) |     |     |     |     |     |     |     |     |     |     |     |     | 13  |     |     |     | 27th | 8   |
| 2006 |              | LB  | HOU | MOT | MIL | POR | CLE | TOR | EDM | SAN | DEN | MON | ROA | SUR | MEX |     |     |      |     |
| 2006 | Power (R)    | 9   | 7   | 11  | Ret | 18  | 9   | 7   | 6   | 6   | 4   | 5   | 13  | 12  | 3   |     |     | 6th  | 213 |
| 2006 | Tagliani     | 3   | Ret | 5   | DNS | 11  | 4   | 6   | Ret | Ret | Ret | 7   | 11  | 3   | 5   |     |     | 8th  | 205 |
| 2007 |              | LVG | LGB | HST | POR | CLE | MTT | TOR | EDM | SAN | ROA | ZOL | ASS | SUR | ZHU | MEX | PHO |      |     |
| 2007 | Power        | 1   | 3   |     |     |     |     |     |     |     |     |     |     |     |     |     |     | 1st  | 33  |
| 2007 | Pagenaud (R) | Ret |     |     |     |     |     |     |     |     |     |     |     |     |     |     |     | 12th | 9   |